# 恋落ちフラグ
「恋落ちフラグ」（こいおちフラグ）は、日本の女性アイドルグループ・SKE48の楽曲。作詞は秋元康、作曲はNobuaki Tanakaが担当した。2021年2月3日に、SKE48の27枚目のシングルとしてエイベックス・エンタテインメント（avex trax）から発売された。楽曲のセンターポジションは松井珠理奈が務めた。

## 背景とリリース
前作「ソーユートコあるよね?」から約1年1か月ぶりとなるシングル。シングルの前作からのリリース間隔としては自身最長である。
本作は、SKE48結成時からのメンバーだった松井珠理奈が参加する最後のシングルとなる。松井は2020年10月5日、SKE48劇場デビュー12周年記念日にて卒業公演を予定していたが、前作リリース時から起こった新型コロナウイルス感染症流行の影響により、開催延期を余儀なくされていた。その代替企画として同日に行われた配信イベント『SKE48 12th Anniversary Fes 2020 ～12公演一挙披露祭～』の中で松井が27thシングルの発表を行い、同年11月23日、YouTubeとSHOWROOMの同時配信を行った。表題曲はSKE48メンバー全員が参加することが発表された（卒業した片岡成美、白井琴望、白井友紀乃、高柳明音は除く、シングル発売時点に卒業した加藤結も参加）。
本作リリースから2か月後の2021年4月11日、名古屋・日本ガイシホールで卒業コンサートを開催。そして同月29日のSKE48劇場公演をもって松井珠理奈は12年半にわたるSKE48メンバーとしての活動を終了した。
キャッチ・コピーは「12年間、君に恋していた。」。

## アートワーク
ジャケット写真及びミュージックビデオの撮影は、ナゴヤドーム、中部国際空港、金城ふ頭駐車場でそれぞれ撮影されている。
| 初回限定盤 Type-A 表                        | 北野瑠華・斉藤真木子・都築里佳・日高優月・福士奈央・松井珠理奈・山内鈴蘭                                                                             |
| 通常盤 Type-A・セブンネット限定盤 Type-A 表 | 浅井裕華・五十嵐早香・井上瑠夏・江籠裕奈・大芝りんか・大谷悠妃・加藤結・川嶋美晴・末永桜花・鈴木恋奈・仲村和泉・西満里奈・林美澪・水野愛理           |
| Type-A 裏                                   | 松井珠理奈 |
| 初回限定盤 Type-B 表                        | 石川花音・伊藤実希・岡本彩夏・鎌田菜月・上村亜柚香・北川愛乃・須田亜香里・惣田紗莉渚・田辺美月                                                       |
| 通常盤 Type-B・セブンネット限定盤 Type-B 表 | 青木詩織・赤堀君江・池田楓・石黒友月・太田彩夏・熊崎晴香・倉島杏実・坂本真凛・菅原茉椰・杉山歩南・鈴木愛菜・中坂美祐・平野百菜・深井ねがい・松本慈子 |
| Type-B 裏                                   | Black Pearl |
| 初回限定盤 Type-C 表                        | 青木莉樺・井田玲音名・大場美奈・鬼頭未来・佐藤佳穂・杉山愛佳・竹内彩姫・谷真理佳・中野愛理・野村実代・平田詩奈・古畑奈和                             |
| 通常盤 Type-C・セブンネット限定盤 Type-C 表 | 相川暖花・青海ひな乃・荒井優希・荒野姫楓・石塚美月・入内嶋涼・澤田奏音・髙畑結希・竹内ななみ・西井美桜・野島樺乃・藤本冬香                           |
| Type-C 裏                                   | Passion For You選抜 |
| 劇場盤                                      | 「恋落ちフラグ」選抜メンバー68名・大芝りんか |

## チャート成績
初週約19万1000枚を売り上げ、2月9日付のオリコン週間シングルランキングで初登場1位を獲得した。
また、2011年3月21日付の「バンザイVenus」から通算および連続23作目のシングル1位となり、女性アーティスト歴代5位のシングル通算1位獲得作品数記録とシングル連続1位獲得作品数記録をそれぞれ自己更新した。

## 振付・パフォーマンス
『恋落ちフラグ』の振付はs**t kingzのshojiが担当。shojiは本曲を手掛けるにあたり、「ただ悲しむのでなく明るい気分で（松井を）送り出したい。そして日本中にみんなが素晴らしいことを知ってほしい」と、ファンへの感謝の意と日本中へのエールを込めて制作に携わったという。
松井が参加する派生ユニット「Black Pearl」の楽曲『Change Your World』では、元メンバーの桑原みずきの妹である桑原彩音と、MAYU（岩崎真有）が振付に協力している。

## シングル収録トラック

### Type-A
| #         | タイトル                                          | 作詞       | 作曲           | 編曲           | 時間  |
| --------- | ------------------------------------------------- | ---------- | -------------- | -------------- | ----- |
| 1.        | 「恋落ちフラグ」                                  | 秋元康     | Nobuaki Tanaka | Nobuaki Tanaka | 4:29  |
| 2.        | 「Memories 〜いつの日か会えるまで〜」(松井珠理奈) | 松井珠理奈 | 福田貴訓       | 福田貴訓       | 4:53  |
| 3.        | 「恋落ちフラグ off vocal」                        |            | Nobuaki Tanaka | Nobuaki Tanaka | 4:29  |
| 4.        | 「Memories 〜いつの日か会えるまで〜 off vocal」   |            | 福田貴訓       | 福田貴訓       | 4:53  |
| 合計時間: | 合計時間:                                         | 合計時間:  | 合計時間:      | 合計時間:      | 18:44 |

| #  | タイトル                                          | 作詞 | 作曲・編曲 | 監督 |
| -- | ------------------------------------------------- | ---- | ---------- | ---- |
| 1. | 「恋落ちフラグ Music Video」                      |      |            |      |
| 2. | 「Memories 〜いつの日か会えるまで〜 Music Video」 |      |            |      |
| 3. | 「松井珠理奈 12年の軌跡 2008年-2020年」           |      |            |      |

### Type-B
| #         | タイトル                           | 作詞       | 作曲           | 編曲           | 時間  |
| --------- | ---------------------------------- | ---------- | -------------- | -------------- | ----- |
| 1.        | 「恋落ちフラグ」                   | 秋元康     | Nobuaki Tanaka | Nobuaki Tanaka | 4:28  |
| 2.        | 「Change Your World」(Black Pearl) | 松井珠理奈 | 山田智和       | APAZZI         | 3:57  |
| 3.        | 「恋落ちフラグ off vocal」         |            | Nobuaki Tanaka | Nobuaki Tanaka | 4:28  |
| 4.        | 「Change Your World off vocal」    |            | 山田智和       | APAZZI         | 3:57  |
| 合計時間: | 合計時間:                          | 合計時間:  | 合計時間:      | 合計時間:      | 16:50 |

| #  | タイトル                                                                                      | 作詞 | 作曲・編曲 | 監督     |
| -- | --------------------------------------------------------------------------------------------- | ---- | ---------- | -------- |
| 1. | 「恋落ちフラグ Music Video」                                                                  |      |            |          |
| 2. | 「Change Your World Music Video」                                                             |      |            | 園田俊郎 |
| 3. | 「Black Pearl「Change Your World」 Music Video Documentary&SKE48 劇場デビュー12周年特別LIVE」 |      |            |          |

### Type-C
| #         | タイトル                                  | 作詞      | 作曲               | 編曲           | 時間  |
| --------- | ----------------------------------------- | --------- | ------------------ | -------------- | ----- |
| 1.        | 「恋落ちフラグ」                          | 秋元康    | Nobuaki Tanaka     | Nobuaki Tanaka | 4:29  |
| 2.        | 「あの頃のロッカー」(Passion For You選抜) | 秋元康    | 本澤尚之、田尻知之 | APAZZI         | 4:54  |
| 3.        | 「恋落ちフラグ off vocal」                |           | Nobuaki Tanaka     | Nobuaki Tanaka | 4:29  |
| 4.        | 「あの頃のロッカー off vocal」            |           | 本澤尚之、田尻知之 | APAZZI         | 4:54  |
| 合計時間: | 合計時間:                                 | 合計時間: | 合計時間:          | 合計時間:      | 18:46 |

| #  | タイトル                                                      | 作詞 | 作曲・編曲 | 監督 |
| -- | ------------------------------------------------------------- | ---- | ---------- | ---- |
| 1. | 「恋落ちフラグ Music Video」                                  |      |            |      |
| 2. | 「あの頃のロッカー Music Video」                              |      |            |      |
| 3. | 「SKE48 27th Single「恋落ちフラグ」 Music Video Documentary」 |      |            |      |

### 劇場盤[注釈 4]
| #         | タイトル                                   | 作詞      | 作曲           | 編曲           | 時間  |
| --------- | ------------------------------------------ | --------- | -------------- | -------------- | ----- |
| 1.        | 「恋落ちフラグ」                           | 秋元康    | Nobuaki Tanaka | Nobuaki Tanaka | 4:29  |
| 2.        | 「音の割れたチャイム」(カミングフレーバー) | 秋元康    | 大濱健悟       | 野中“まさ”雄一 | 3:20  |
| 3.        | 「恋落ちフラグ off vocal」                 |           | Nobuaki Tanaka | Nobuaki Tanaka | 4:29  |
| 4.        | 「音の割れたチャイム off vocal」           |           | 大濱健悟       | 野中“まさ”雄一 | 3:20  |
| 合計時間: | 合計時間:                                  | 合計時間: | 合計時間:      | 合計時間:      | 15:38 |

## 選抜メンバー
- 相川暖花
- 青海ひな乃
- 青木詩織
- 青木莉樺
- 赤堀君江
- 浅井裕華
- 荒井優希
- 荒野姫楓
- 五十嵐早香
- 池田楓
- 石川花音
- 石黒友月
- 石塚美月
- 井田玲音名
- 伊藤実希
- 井上瑠夏
- 入内嶋涼
- 江籠裕奈
- 太田彩夏
- 大谷悠妃
- 大場美奈
- 岡本彩夏
- 加藤結 [注釈 5]
- 鎌田菜月
- 上村亜柚香
- 川嶋美晴
- 北川愛乃
- 北野瑠華
- 鬼頭未来
- 熊崎晴香
- 倉島杏実
- 斉藤真木子
- 坂本真凛
- 佐藤佳穂
- 澤田奏音
- 末永桜花
- 菅原茉椰
- 杉山歩南
- 杉山愛佳
- 鈴木愛菜
- 鈴木恋奈
- 須田亜香里
- 惣田紗莉渚
- 髙畑結希
- 竹内彩姫
- 竹内ななみ
- 田辺美月
- 谷真理佳
- 都築里佳
- 中坂美祐
- 中野愛理
- 仲村和泉
- 西井美桜
- 西満里奈
- 野島樺乃
- 野村実代
- 林美澪
- 日高優月
- 平田詩奈
- 平野百菜
- 深井ねがい
- 福士奈央
- 藤本冬香
- 古畑奈和
- 松井珠理奈
- 松本慈子
- 水野愛理
- 山内鈴蘭